# Hyperdermium pulvinatum
Hyperdermium pulvinatum är en svampart som beskrevs av J.F. White, R.F. Sullivan, Bills & Hywel-Jones 2000. Hyperdermium pulvinatum ingår i släktet Hyperdermium och familjen Cordycipitaceae.   Inga underarter finns listade i Catalogue of Life.